# Oppidea
 (mai 2022).
Si vous disposez d'ouvrages ou d'articles de référence ou si vous connaissez des sites web de qualité traitant du thème abordé ici, merci de compléter l'article en donnant les références utiles à sa vérifiabilité et en les liant à la section « Notes et références ».
Oppidea est une société d'économie mixte d'aménagement du territoire de Toulouse Métropole, en France. Elle est fondée en 2011 par la réunion de trois sociétés d'économie mixte : la SETOMIP (Société d'équipement Toulouse Midi-Pyrénées), la SEM de Colomiers et la SEM Constellation.
Elle forme avec Europolia, la société publique locale d'aménagement (SPLA) de Toulouse Métropole, une unité économique et sociale (UES), au sein du groupement d'intérêt économique (GIE) Oppidea/Europolia. Le GIE regroupe les fonctions communes aux équipes d'Oppidea et d'Europolia.
L'entreprise mène des opérations d'aménagement, de renouvellement urbain, de construction de logements et d'équipements publics, et la gestion commerciale. Dans le cadre d'une agglomération en forte croissance, qui gagne environ 10 000 nouveaux habitants chaque année, elle a un rôle dans la programmation de l'expansion urbaine et le contrôle de l'étalement urbain.

## Historique
En 1954, la société de Toulouse Équipement, une société d'économie mixte (SEM), est créée pour mener à bien la rénovation du quartier Saint-Georges. En 1956, elle est élargie au département de la Haute-Garonne et devient la société d'équipement de la Haute-Garonne (SEHG). En 1966, les départements de l'Ariège, du Tarn et du Tarn-et-Garonne entrent dans le capital de la SEHG, qui devient la Société d'équipement Toulouse Midi-Pyrénées (SETOMIP). Elle appartient au groupe de la Caisse des dépôts et consignations et est administrée par la Société centrale d'équipement du territoire (SCET), créée en 1956 par la Caisse des dépôts et consignations pour faire face aux besoins d'équipement et d'infrastructures locales, dont le rôle est justement d'administrer les sociétés d'économie mixtes locales et mener les opérations d'urbanisme et d'aménagement dans le cadre de la politique des métropoles d'équilibre. 
À Toulouse, la SETOMIP est chargée de mener la réalisation des grands projets urbains que souhaite mener le maire de la ville, Raymond Badiou. En 1957, l'aménagement du Mirail, une vaste zone à urbaniser en priorité (ZUP) de 800 hectares, lui est confiée à la suite d'une convention de concession.
En 2000, la SETOMIP coordonne les équipes qui sont impliquées dans la réalisation du Grand projet de ville (GPV), qui vise à la rénovation et à la transformation des quartiers du Mirail. En 2007, la SETOMIP collabore au projet de construction et d'agrandissement des hôpitaux de Purpan, avec la construction de l'hôpital Pierre-Paul-Riquet, et de Rangueil, avec la construction d'un nouveau bâtiment.
La SEM de Colomiers (Société d'économie mixte est une société anonyme d'économie mixte à conseil d'administration. Elle est créée en 1988 afin d'accompagner le développement urbain de Colomiers, commune de l'ouest de l'agglomération.
Progressivement, la SETOMIP s'ouvre à de nouveaux acteurs. En 2003, elle intègre des représentants des 26 communes qui composent la communauté d'agglomération du Grand Toulouse. En 2008, la communauté d'agglomération du Grand Toulouse devient une communauté urbaine. C'est à cette époque qu'émerge l'idée d'un rapprochement entre les trois SEM d'aménagement de la communauté urbaine : la SETOMIP, la SEM de Colomiers et la SEM Constellation (Blagnac). Le regroupement s'opère en 2011, avec la création d'une nouvelle SEM, Oppidea, dont les bureaux sont regroupés dans le quartier de Compans-Caffarelli. Le président-directeur général en est Alain Fillola, maire de Balma, les vice-présidents Louis Germain, conseiller municipal de de Colomiers, Daniel Benyahia, conseiller municipal de Toulouse, et Joseph Carles, conseiller municipal de Blagnac.

## Organisation
En 2020, Oppidea compte 45 salariés.

## Actionnariat
En 2020, les actionnaires d'Oppidea sont :
- Toulouse Métropole : 51,03 %
- les communes de Blagnac, Colomiers et Toulouse : 15 %
- la Caisse des dépôts et consignations : 13,96 %
- autres établissements bancaires (Caisse d'épargne, Crédit agricole 31, Banque populaire Occitane) : 9,48 %
- bailleurs sociaux (Toulouse Métropole Habitat, La Cité Jardins, Promologis, SA Les Chalets) : 1,71 %
- Safidi (Groupe EDF) : 1,65 %
- la Chambre de commerce et d'industrie de Toulouse : 1 %
- autres : 6,17 %

Le conseil d'administration est présidé par Annette Laigneau. Il est composé de vingt membres, représentants des administrateurs publics et privés : 
- un collège public, formé par douze représentants de collectivités territoriales : Toulouse Métropole (9), Blagnac (1), Colomiers (1) et Toulouse (1) ;
- un collège privé, formé par cinq représentants d'établissements privés : la Caisse des dépôts et des consignations (1), la Caisse d'Épargne (1), le Crédit Agricole 31 (1), la Chambre de commerce et d'industrie de Toulouse (1), Toulouse Métropole Habitat (1) ;
- les trois censeurs : Safidi/Groupe EDF (1), la Caisse des dépôts et des consignations (1) et la Banque populaire Occitane (1).

## Réalisations

### À Toulouse

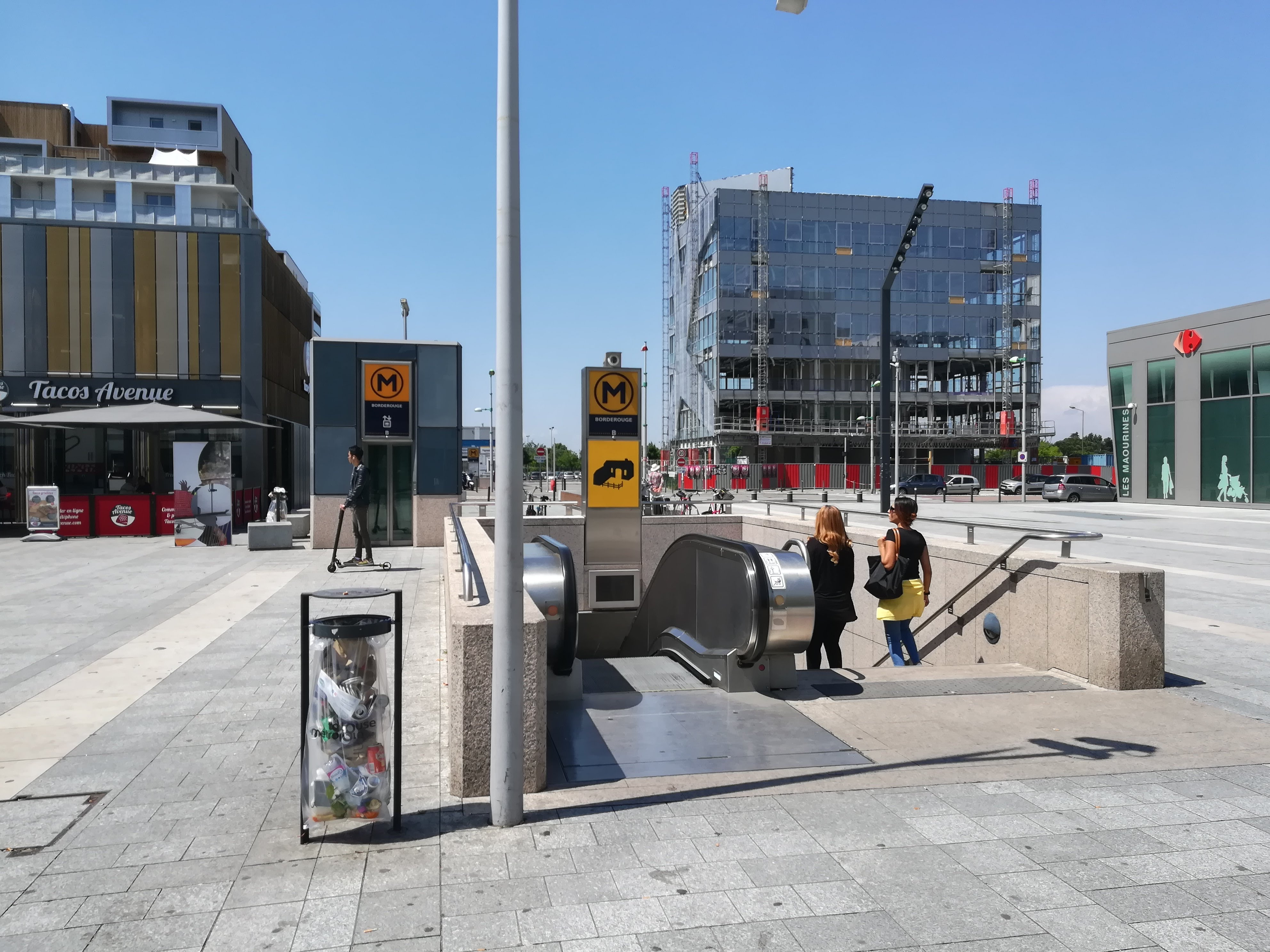
Le carré de la Maourine, place centrale du nord de Borderouge.

- Borderouge : le projet de la zone d'aménagement concerté Borderouge, lancé en 2004 par la SETOMIP, consiste à aménager un nouveau quartier au nord de Toulouse, entre les quartiers des Trois-Cocus et de Croix-Daurade, sur une superficie de 140 ha, constituées essentiellement de terres agricoles et maraîchères. La ZAC Borderouge regroupe 5 000 logements, pour une population de 12 000 habitants, mais aussi 20 000 m2 de bureaux et de nombreux services publics (une mairie annexe, plusieurs crèches, deux groupes scolaires, une salle de spectacle, le Metronum, un cinéma et les Jardins du Muséum). Le nouveau quartier est largement desservi par les transports en commun, particulièrement grâce à l'aménagement de la ligne B du métro.

- Cartoucherie.
- Empalot.
- Faubourg Malepère.
- Garonne.

- Niel : le projet de la zone d'aménagement concerté Niel est lancé en 2004, à la suite de la vente par le ministère de la Défense de la caserne Niel et de ses terrains dans le quartier Saint-Agne, à proximité immédiate du quartier Empalot. L'ensemble occupe une superficie de 8 ha. Le projet porte sur la réalisation de 640 logements. Il permet l'ouverture de nombreux services publics : une mairie annexe, deux crèches, une maison de retraite et une maison des associations. Le rectorat de Toulouse occupe également un bâtiment à l'est du quartier, inauguré en 2015.

- Paléficat.
- Saint-Martin-du-Touch.
- Toulouse Aerospace.

### Dans le reste de Toulouse Métropole
- Andromède (Blagnac-Beauzelle) : le projet de la zone d'aménagement concerté Andromède, qui remonte à 2001, est porté initialement par la SEM Constellation. Il se situe à la limite entre les communes de Blagnac et de Beauzelle, sur une superficie de 210 ha. Il prévoit la construction de presque 5 000 logements, ainsi que 200 000 m2 de bureaux, 11 000 m2 de commerces et 106 000 m2 d'équipements publics, dont deux groupes scolaires, deux crèches, un lycée, une gendarmerie et un centre de loisirs. Les premiers logements sont livrés en 2008, les premiers bureaux en 2010. En 2022, il compte 6 000 habitants. Le quartier est traversé par la ligne de tramway T1, qui dessert les usagers aux stations Andromède-Lycée, Beauzelle – Aeroscopia et Aéroconstellation. En 2014, il a reçu le label d'écoquartier du ministère du Logement, de l'Égalité des territoires et de la Ruralité.

- Balma-Gramont (Balma) : le projet de la zone d'aménagement concerté Balma-Gramont, lancé en 2004 par la SETOMIP, consiste à aménager un nouveau quartier au nord de Balma, à la limite du quartier de Gramont, à Toulouse. Il possède une superficie de 106 ha, constituées essentiellement de terres agricoles. La ZAC Balma-Gramont s'organise en quatre zones : le secteur Garrigue, la colline de Thégra, le quartier d'activités Montredon-La Tuilerie et l'écoquartier Vidailhan.
  - Vidailhan : le quartier, dont l'aménagement commence en 2008, se trouve au sud de la ZAC Balma-Gramont. Il occupe une superficie de 31 ha. Il mêle 1 300 logements environ, pour une population de 3 000 habitants, et 45 500 m2 de bureaux, mais aussi des commerces et des équipements publics (une crèche, un groupe scolaire, une maison de quartier, etc.). En 2014, il a reçu le label d'écoquartier du ministère du Logement, de l'Égalité des territoires et de la Ruralité.

- Las Fonsès-Bois Vieux (Villeneuve-Tolosane).

- Laubis (Seilh) : le projet doit permettre l'aménagement d'un nouveau quartier au sud de Seilh, sur une superficie de 13 ha environ, entre la route de Toulouse et le chemin de Percin. Le projet, qui fait l'objet du concours d'architecture et d'urbanisme Europan en 2009, est confié à l'agence d'urbanisme AR 357 et à l'atelier de paysagistes ATP. Le quartier regroupe 530 logements, mais aussi 1 100 m2 de commerces et 1 000 m2 de zones d'activités artisanales et tertiaires. Les habitants bénéficient de la présence d'une crèche, d'un nouveau groupe scolaire et d'une halle. En 2019, il reçoit le label d'écoquartier, tandis que les travaux de construction des logements du secteur 1 sont lancés. Le quartier, qui est directement desservi par la ligne de bus 130, se trouve également à moins d'1 km de la station MEET, terminus de la ligne de tramway T1.

- Monges-Croix du Sud (Cornebarrieu).
- Ramassiers (Colomiers).
- Parc de l'Escalette (Pibrac).
- Piquepeyre (Fenouillet).
- Tucard (Saint-Orens-de-Gameville).

### Hors de Toulouse Métropole
- Mail Tolosan (Merville).